# アジア柔道連盟
アジア柔道連盟（アジアじゅうどうれんめい、Judo Union of Asia）は、アジアの柔道を統括する国際柔道連盟の大陸競技連盟。略称はJUA。2020年7月現在、会長はクウェートのオベイド・アル・アンジ。

## 沿革
- 1956年 - チャイニーズ・タイペイ、カンボジア、インドネシア、日本、韓国、フィリピン及びタイの各国連盟が加盟国となって創立。
- 1966年 - 第1回アジア柔道選手権大会開催。
- 1970年 - この年までにスリランカ、マレーシア、インド、パキスタン、トルコ、ベトナム、北朝鮮、ビルマ、シンガポール、クウェート、サウジアラビア、バングラデシュ、イラン及びシリアの各国連盟が加盟。
- 1980年代 - 中華人民共和国、マカオ、ネパール、パレスチナ、イエメン、ウズベキスタン、カザフスタン、キルギスタンとトルクメニスタン、カンボジア、タジキスタン、アゼルバイジャン、アラブ首長国連邦、カタール、ラオス及びレバノンの各国連盟が加盟[1]。
- 1981年 - 第1回アジア女子柔道選手権大会開催。
- 2005年 - アフガニスタン柔道連盟が加盟[2]。
- 2011年 - 第1回アジア柔道形選手権大会、バンコックで開催される。

## 主催大会
- 世界柔道選手権大会（アジア地域開催時）
- IJFワールド柔道ツアー（アジア地域開催時）
- アジア柔道選手権大会
- 東アジア柔道選手権大会（2006年より開催）
- アジア柔道形選手権大会 (2011年から毎年開催)

## 加盟国・地域一覧
2020年7月現在、39ヶ国。地域五十音順。
- アフガニスタン
- アラブ首長国連邦
- イエメン
- イラク
- イラン
- インド
- インドネシア
- ウズベキスタン
- カザフスタン
- カタール
- 韓国
- カンボジア
- 北朝鮮

- キルギス
- クウェート
- サウジアラビア
- シリア
- シンガポール
- スリランカ
- タイ
- タジキスタン
- チャイニーズタイペイ
- 中国
- トルクメニスタン
- 日本
- ネパール

- パキスタン
- パレスチナ
- バングラデシュ
- フィリピン
- ベトナム
- 香港
- マカオ
- マレーシア
- ミャンマー
- モンゴル
- ヨルダン
- ラオス
- レバノン

イスラエルはアジアに位置するが、アジア柔道連盟ではなくヨーロッパ柔道連盟に加盟している。
2020年12月1日、トルクメニスタン柔道連盟およびマレーシア柔道連盟が令和2年度外務大臣表彰を受賞した。